# Samtgemeinde Hollenstedt
De Samtgemeinde Hollenstedt is een Samtgemeinde in de Duitse deelstaat Nedersaksen. Het is een samenwerkingsverband van zeven kleinere gemeenten in het Landkreis Harburg. Het bestuur is gevestigd in Hollenstedt, maar in een ander gebouw dan dat van de deelgemeente Hollenstedt zelf.

## Deelnemende gemeenten
- Appel
- Drestedt
- Halvesbostel
- Hollenstedt
- Moisburg
- Regesbostel
- Wenzendorf

## Geografie

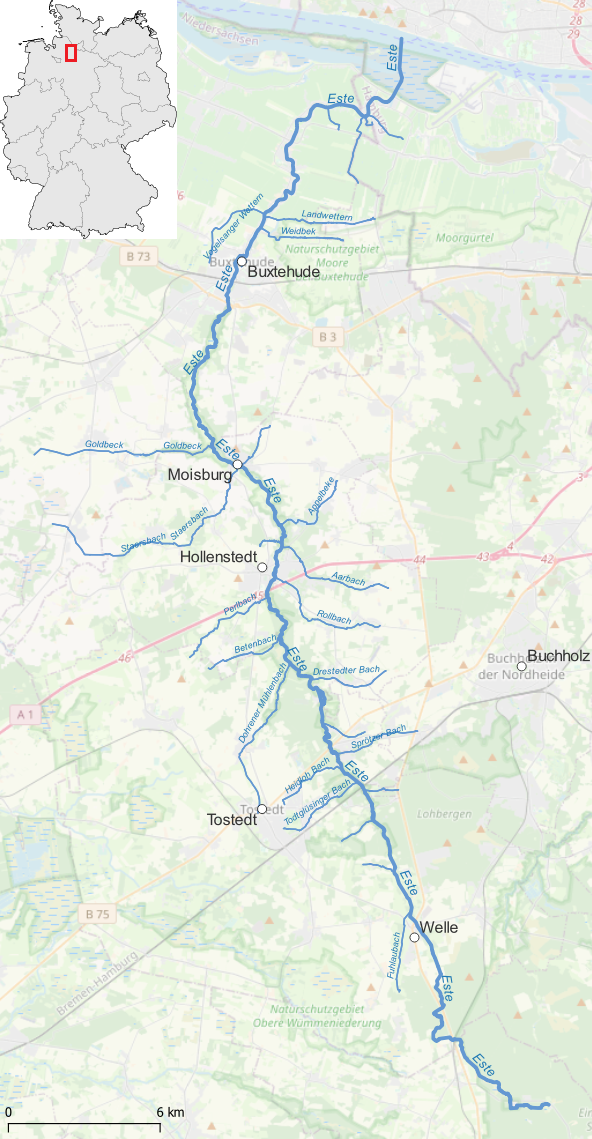
Stroomgebied van de Este
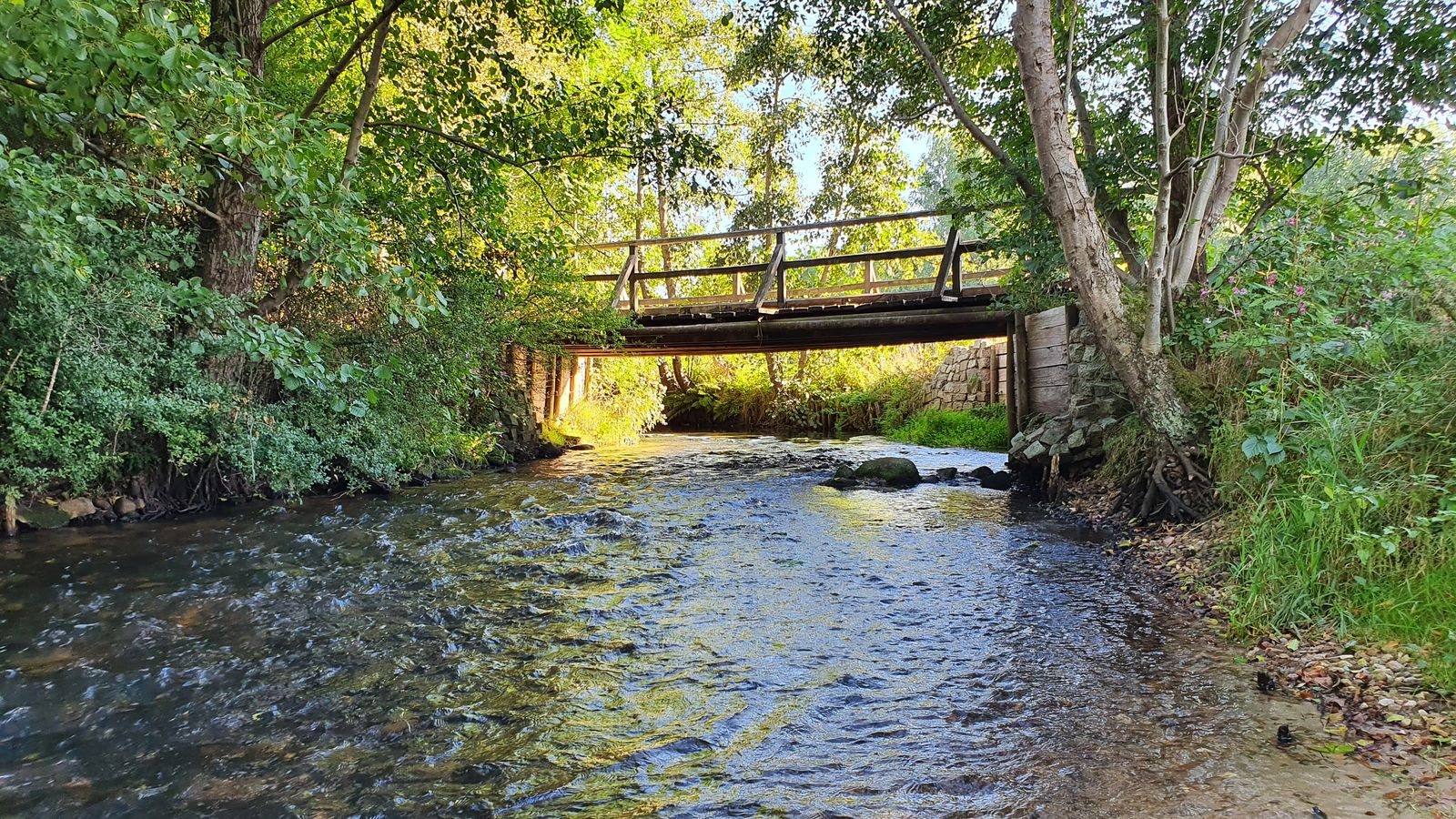
De Este bij Hollenstedt

De Samtgemeinde ligt in een afwisselend, soms drassig, gebied met veel bossen en hoogveengebieden. Ten zuidoosten ervan, bij Buchholz in der Nordheide, ligt de toeristisch belangrijke Lüneburger Heide. Ten noorden, voorbij buurstad Buxtehude, ligt het door een polderlandschap en veel tuinbouw en fruitteelt gekenmerkte Alte Land in het dal van de Elbe.
Buurgemeentes in het westen, in de Landkreis Stade, zijn o.a. de Samtgemeinde Apensen en de stad Buxtehude, meer oostelijk.
De Samtgemeinde wordt van zuid naar noord doorstroomd door de Este , een 62 km lange, niet bevaarbare, zijrivier van de Elbe.

## Verkeer en vervoer
Door de Samtgemeinde loopt van west-zuidwest (Bremen) naar oost-noordoost (Hamburg) de Autobahn A1. Deze heeft afrit 45 direct aan de zuidkant van het dorp Hollenstedt. Bij deze afrit ligt het enige bedrijventerrein van de Samtgemeinde, die verder vooral bestaat van toerisme en landbouw. Ook zijn betrekkelijk veel inwoners woonforensen, die in Hamburg en omgeving werken.
In de gehele Samtgemeinde is openbaar vervoer schaars, en op zon- en feestdagen geheel afwezig. Er bestaat een beperkte lijnbusverbinding Buxtehude- Moisburg- Hollenstedt v.v.; de andere dorpen zijn vanuit Hollenstedt-dorp bereikbaar door middel van een zogenaamde AST (AnrufSammelTaxi), die het midden houdt tussen een deeltaxi en een belbus. De dienstregelingen hiervan zijn buiten de spitsuren op werkdagen zeer beperkt.

## Geschiedenis

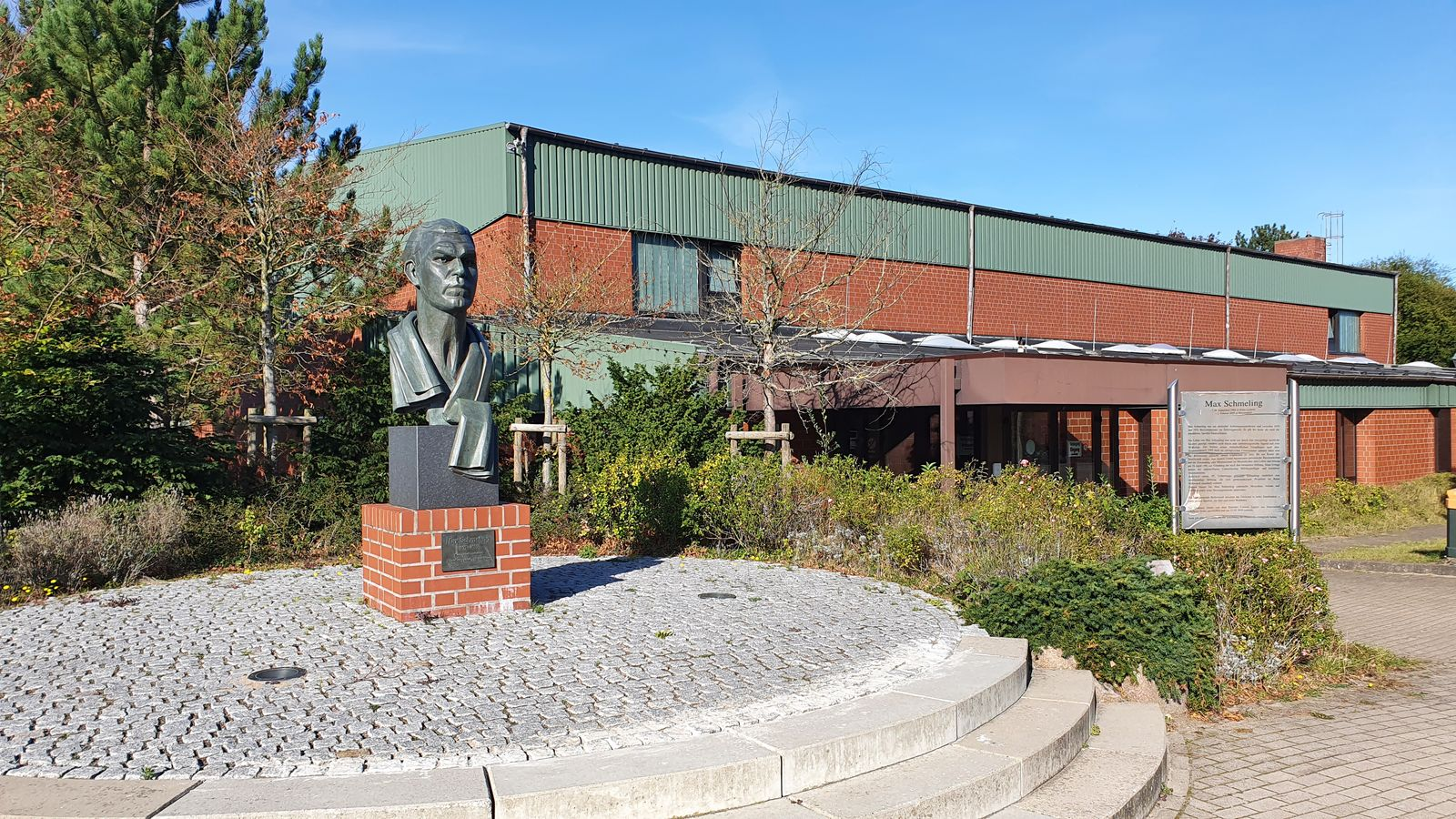
Monument Max Schmeling te Hollenstedt

De in het wapen van de Samtgemeinde opgenomen kroon herinnert aan vredesonderhandelingen door Karel de Grote met Slavische stammen. Deze zouden in het jaar 804 in Hollenstedt hebben plaatsgevonden.
De destijds wereldberoemde bokser Max Schmeling (* 28 september 1905 in Klein Luckow; † 2 februari 2005 in Wenzendorf) was de belangrijkste inwoner van de Samtgemeinde. In het dorp Hollenstedt is voor hem een monument opgericht. Hij ligt naast zijn Tsjechische vrouw Anny Ondra, die, eveneens te Wenzendorf, in 1987 overleed, te Hollenstedt begraven.
De Samtgemeinde Hollenstedt kwam in 1972 tot stand in het kader van een gemeentelijke herindeling.

## Partnergemeentes
Er bestaat sedert 2008 een jumelage met Wińsko in Polen.
Appel · 
Asendorf · 
Bendestorf · 
Brackel · 
Buchholz in der Nordheide · 
Dohren · 
Drage · 
Drestedt · 
Egestorf · 
Eyendorf · 
Garlstorf · 
Garstedt · 
Gödenstorf · 
Halvesbostel · 
Handeloh · 
Hanstedt · 
Harmstorf · 
Heidenau · 
Hollenstedt · 
Jesteburg · 
Kakenstorf · 
Königsmoor · 
Marschacht · 
Marxen · 
Moisburg · 
Neu Wulmstorf · 
Otter · 
Regesbostel · 
Rosengarten · 
Salzhausen · 
Seevetal · 
Stelle · 
Tespe · 
Toppenstedt · 
Tostedt · 
Undeloh · 
Vierhöfen · 
Welle · 
Wenzendorf · 
Winsen (Luhe) · 
Wistedt · 
Wulfsen